# Anomodon grateloupii
Anomodon grateloupii là một loài rêu trong họ Thuidiaceae. Loài này được Mont. mô tả khoa học đầu tiên năm 1845.